# Lisa Nelson
Lisa Nelson (née en 1949 à New York City) est une danseuse, improvisatrice et chorégraphe américaine. Dans les années 1990, elle développe une pratique d'improvisation collective, les Tuning Scores, pour laquelle elle est reconnue internationalement. De 1979 à 2020, elle est la co-éditrice, aux côtés de Nancy Stark Smith, de Contact Quarterly, une des premières revues américaines consacrées à la danse écrite et éditée par des danseuses.

## Biographie
Née et élevée à Brooklyn (NY) dans les années 1950, Lisa Nelson commence à danser dès son plus jeune âge. À la fin des années 1960, elle collabore avec le chorégraphe Daniel Nagrin (dans le « Daniel Nagrin's Workgroup »), puis rencontre Steve Paxton en 1972 et s'intègre au mouvement naissant du Contact improvisation.
Elle improvise et tourne Dodo (1980), puis en duo avec Steve Paxton PA RT (1980) sur une musique de Robert Ashley. Dans les années 1990, elle développe les Tuning Scores au sein de l'ImageLab avec Karen Nelson, K J Holmes et Scott Smith. Dans les années 2000, elle crée un nouveau duo avec Steve Paxton, Nightstand (2000),, tout en développant en parallèle la pratique des Tuning Scores, qu'elle transmet internationalement.

### Derrière la caméra
Au début des années 1970, abandonnant la pratique de la danse à la faveur de la caméra pendant quelques années, elle soutient le développement du contact improvisation, forme de danse qu'elle contribue à populariser :
« [Lisa Nelson] occupe une place à part dans l’effervescence du développement du C.I. Prenant par moments de la distance avec la danse, elle a beaucoup regardé, e.a. à travers l’œil de la caméra, et, si elle a bien sûr pratiqué le C.I., elle a poursuivi parallèlement une recherche personnelle sur la collaboration entre les sens, en particulier sur l’organisation de la kinesthésie par rapport à la manière dont fonctionne notre vision. Son regard décalé a nourri autrement la maturation du C.I., développant l’analyse sur le système perceptif et dégageant des questions spécifiques sur comment opère l’improvisation. »

### Les Tuning Scores
À partir des années 1990, en collaboration avec Daniel Lepkoff, Karen Nelson et KJ Holmes, Lisa Nelson commence à développer une pratique de composition en temps réel qu'elle appelle les Tuning Scores ou « partitions pour s'accorder ». Elle écrit à ce propos :
« Les pratiques de tuning sont une pré-technique : ce sont des cartes à suivre, dotées de systèmes de feedback qui nous aident à observer nos schémas, nos stratégies, nos appétits pour nous mobiliser, c'est-à-dire pour nous éveiller et nous rendre disponible à la danse. C'est aussi un outil pour goûter à la créativité du corps propre avant d'entrer dans des pratiques techniques formalisées comme le ballet, les claquettes, le contact improvisation ou le yoga. »
Transmises à de nombreuses danseuses, chorégraphes et improvisatrices en Amérique du Nord et en Europe, les Tuning Scores exercent une influence durable sur la danse contemporaine.

## Principales récompenses
- 1987 : NY Bessie Award
- 2002 : Alpert Award in the Arts